# Grimaldi de Nice
 (décembre 2023).
Si vous disposez d'ouvrages ou d'articles de référence ou si vous connaissez des sites web de qualité traitant du thème abordé ici, merci de compléter l'article en donnant les références utiles à sa vérifiabilité et en les liant à la section « Notes et références ».
Les Grimaldi de Nice y sont présents à dès le XIIIe siècle, à la faveur des guerres intestines et des exils entre les familles de la noblesse génoise. Nice étant une ville guelfe, les Grimaldi, qui mènent à Gênes la faction guelfe avec les Fieschi, s'y réfugient régulièrement. Une nouvelle génération y nait et certains, choisissant de ne pas rentrer à Gênes, y font souche tout en maintenant des liens familiaux avec Gênes. On verra plus tard se mêler à eux des branches cadettes issues des rameaux de Beuil et d'Antibes, qui s'établissent à Nice par commodité.
Au-delà du périmètre géographique de la ville de Nice, on retrouve de nombreux fiefs et terres de la Maison Grimaldi dans un rayon proche ; mentionnons, parmi les mieux établis, Antibes et Cagnes, Bueil, Gattières, Levens, Massoins, Menton, Monaco, Puget-Théniers, Sauze, et Villar, ainsi que Boves, Busca, Cuneo et Villafalletto sur le versant piémontais des Alpes maritimes.